# The Baby’s Room
The Baby’s Room (Originaltitel: La habitación del niño) ist ein spanischer Horrorfilm aus dem Jahr 2006. Der Fernsehfilm ist Teil der Horrorfilm-Reihe Historias para no dormir.

## Handlung
Der Sportjournalist Juan zieht mit seiner Frau Sonia und dem neugeborenen Baby in ein altes Haus. Dort ist vor längerer Zeit mal ein Kind beim Spielen verschwunden. Während das Paar noch mit Renovierungsarbeiten beschäftigt ist, kommen Juans Schwester und Schwager zu besuchen und schenken dem Paar ein Babyfon. In der Nacht hören Juan und Sonia sie seltsame Geräusche über das Gerät, doch als sie im Schlafzimmer des Babys nachsehen, finden sie niemanden.
Am nächsten Tag installiert Juan eine Alarmanlage und kauft ein neues Überwachungsgerät mit Monitor. In der nächsten Nacht sieht er auf dem Monitor einen mysteriösen, schwarz gekleideten Mann neben dem Babybett. Als er mit einem Messer bewaffnet ins Kinderzimmer geht, ist von dem Mann nichts zu sehen. Doch Juan ersticht beinahe seine Frau mit dem Baby auf dem Arm. Daraufhin hält Sonia ihren Ehemann für verrückt und zieht mit dem Kind vorübergehend zu ihrer Mutter. Vor dem Haus begegnet Juan einer geheimnisvollen alten Frau, die ihm rät zu verschwinden. Der Journalist verbringt die Nacht in einem Hotelzimmer.
Juan wird von den Kollegen in der Redaktion, vor allem García, nach den schlaflosen Nächten kritisch betrachtet und sein Chef droht ihm mit der Kündigung. Er bespricht die Vorfälle mit dem ehemaligen Journalistenkollegen Domingo, der sich mit Parapsychologie auskennt. Dieser erklärt ihm das paradoxe Experiment mit Schrödingers Katze, die gleichzeitig tot und lebendig ist. Vor diesem Hintergrund glaubt er an Parallelwelten.
Vom Makler des Hauses erfährt Juan, dass das Haus in den vergangenen Jahren oft den Besitzer gewechselt hat, und anhand eines alten Zeitungsbericht findet er heraus, dass ein Fenster zugemauert wurde. Daher kauft er weitere Exemplare des Überwachungsgeräts, um das ganze Haus beobachten zu können. Auf den Monitoren sieht er geheimnisvolle Vorgänge. In einem Raum entdeckt er ein Modell des Hauses und darin eine kleine Figur von sich selbst. Anschließend sieht er in einer weiteren Vision, wie der schwarz gekleidete Mann seine Frau aus der Badewanne zerrt und ermordet.
Verzweifelt ruft er Domingo an. Dieser erklärt ihm, dass man keinen Zugang zu einer Parallelwelt zulassen dürfe und den Schlüssel wegwerfen müsse. Als Schlüssel betrachtet Juan die Monitore, die er genau in dem Augenblick zerstört, als Sonia mit dem Baby zurückkehrt. Nun soll alles wieder gut sein. Doch beim Baden des Babys und anhand der Figur und einer Zigarette merkt er, dass der geheimnisvolle Fremde nicht verschwunden ist. In der Redaktion bekommt er einen Anruf des Fremden. Zuhause kommt es zum Streit, wobei Juan Sonia niederschlägt. In dem Zimmer mit dem Hausmodell sieht er den Fremden mit dem Baby.
Wenig später wird Sonia im Krankenwagen abtransportiert. Sie übergibt das Baby an den in eine Decke gehüllten Juan. Doch als der das Kind auf dem Arm hat und der Krankenwagen wegfährt, bemerkt sie anhand einer fehlenden Schnittverletzung an der Hand, dass der Mann nicht Juan, sondern der Fremde ist.